# Edward Baldwin Malet
Edward Baldwin Malet, 4e baronnet (né le 10 octobre 1837 – mort le 29 juin 1908) est un diplomate britannique. Son action comme émissaire britannique en Égypte a en partie déclenché la guerre anglo-égyptienne (1882).

## Biographie

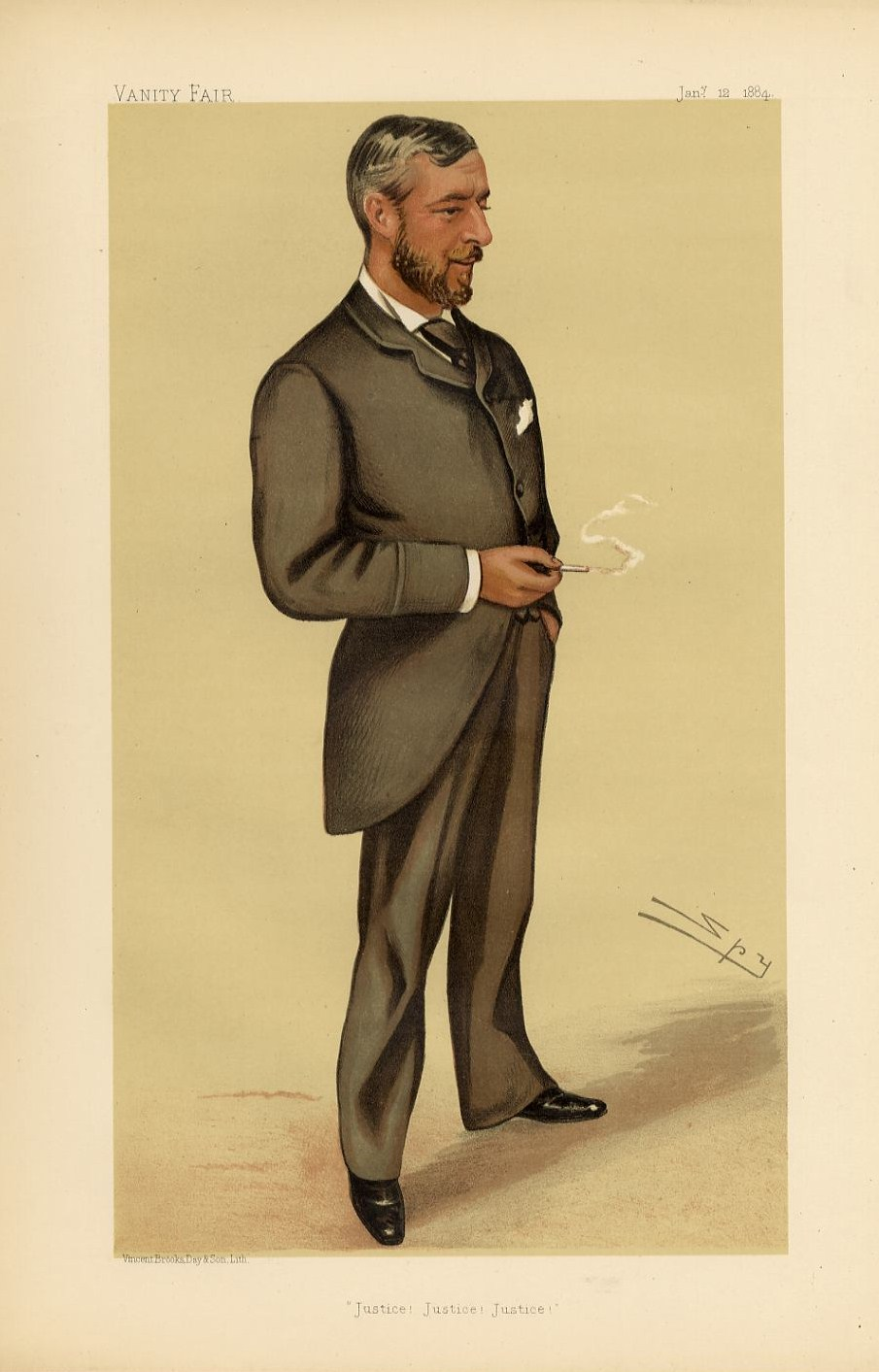
Caricature d'Edward Malet par Leslie Ward pour Vanity Fair (1884)

Edward Malet est issu d'une lignée de diplomates : son père, Alexander Malet, est consul anglais à la cour de Wurtemberg puis ambassadeur du Royaume-Uni auprès de la Confédération germanique. Après des études secondaires au collège d'Eton, Edward Malet est admis au Bureau des Affaires étrangères alors qu'il n'a encore que 17 ans. Il sert comme secrétaire de son père à Francfort, puis à Bruxelles.
Il est initié aux rouages diplomatiques par Richard Lyons : le groupe qui s'est formé autour de ce personnage, au sein du Bureau des Affaires étrangères, constituait alors un noyau favorable aux Tories.
Il est secrétaire d'ambassade à Pékin (1871–1873), Athènes (1873–1875), Rome (1875–1878) et Constantinople (1878–1879). Malet se lie de près au sultan Abdülhamid II (surnommé le « Sultan rouge ») au cours de 1878, l'année des traités de San Stefano et de Berlin.
Malet est nommé agent et consul général en Égypte le 10 octobre 1879 et reste en poste jusqu'en 1883, poussant en faveur de réformes administratives et financières. D'abord favorable à la requête d'Ahmed Orabi d'autoriser un gouvernement constitutionnel, son attitude aurait, selon les historiens John Galbraith et Afaf al-Sayyid-Marsot, changé après l'envoi de l'ultimatum franco-anglais au gouvernement égyptien, pour se rallier au projet d'intervention autoritaire anglais du cabinet Gladstone. Malet écrit le 13 février 1882, « Je me défie des Nationalistes:476–478. » En envoyant au gouvernement britannique une dépêche qui exagère l'instabilité du Khédivat d'Égypte et exhorte les autorités britanniques à produire une démonstration de force au large d'Alexandrie, il a en tous cas certainement précipité l'occupation anglaise du port d'Alexandrie:477 (voyez Guerre anglo-égyptienne (1882)). Galbraith comme al-Sayyid-Marsot estiment qu'il a fait preuve de naïveté en s'imaginant que son gouvernement s'en tiendrait à de simples mesures d'intimidation, sans penser un seul instant qu'il y aurait occupation effective:478. Malet fut ensuite nommé ambassadeur en Belgique (1883–1884), et ambassadeur auprès de l'Empire allemand (1884–1895).
En 1892, il se fait construire au Cap d'Ail une immense villa de style Beaux-Arts, « le château Malet. »
Le 19 mars 1885, Edward Malet épouse Ermyntrude Sackville Russell, fille de Francis Russell et d'Elizabeth Sackville-West.
Sa veuve fait édifier en 1912 à sa mémoire le Malet Memorial Hall à Bexhill-on-Sea, manoir de style néo-Tudor où une chapelle est aménagée au premier étage. Il est inauguré le 13 octobre 1913,. Malet a laissé son nom à une rue du quartier londonien huppé de Bloomsbury.

## Mémoires
- E. Malet, Egypt, 1879-1883 (Londres, 1909)